# عزلة الرباط (البيضاء)

تعديل مصدري - تعديل

عزلة الرباط هي إحدى عزل مديرية ذي ناعم في محافظة البيضاء اليمنية ويبلغ تعداد سكانها 5071 نسمة حسب التعداد السكاني في اليمن لعام 2004.

## روابط خارجية
- الجهاز المركزي للإحصاء بالجمهورية اليمنية
- المركز الوطني للمعلومات باليمن
- World Gazetteer:Yemen
- الدليل الشامل